# Hodenc-l'Évêque

Hodenc-l'Évêque este o comună în departamentul Oise, Franța. În 1 ianuarie 2022 avea o populație de 228 de locuitori.